# 猫館
『猫館』（ねこやかた）は、横溝正史の短編推理小説。「金田一耕助シリーズ」の一つ。角川文庫『七つの仮面』（ISBN 4-04-130466-0）に収録されている。初出『推理ストーリー』1963年8月。

## あらすじ
昭和35年6月5日午後3時ごろ、警視庁を訪ねた金田一は、奇々怪々な殺人事件が起こったと等々力警部がいる現場へ連れて行かれる。上野の高台の北のはずれ、日暮里駅のすぐ近くにある、戦後数年までは写真館だった「猫館」と呼ばれる古館に住んでいたドクトル・ハマコという女占い師が殺害された。絞殺された被害者は、スカートを腰につけて上半身は裸という姿で倒れており、多数の猫が取り巻いていた。そして、頭の横に半メートルほど離れて、首を鋭利な刃物で切られて胴から離れかけている黒猫の死体があった。
発見したのは近くの幼稚園の園児たちで、血だらけの猫が遊びに来たので昼の休み時間に見に来たという。知らせで喜美子が駆け付けたとき、同居している辻本と阿津子は不在だった。暖炉からは女の裸体写真の燃え残りが発見されていたが、顔の部分は焼失していた。そして、奥の押入れから辻本の絞殺死体が発見された。
糟谷や喜美子からの聞き取りを済ませた金田一と等々力が崖の岨道を登ってアトリエへ行くと、外出先から戻ったところだという上条が出迎えた。前夜のことを聞くと、集中豪雨があったこともあり、崖下には降りていないという。
3日ほどして金田一が等々力を訪ね、上条が集中豪雨の直前に崖下から登ってきたという目撃証言があったことを聞く。改めて追及すると、猫館を訪ねたことは認めたが、被害者は上着を着ており、猫も居なかったと供述したという。また、阿津子はまだ行方不明だが、集中豪雨の中を日暮里の方へ急ぐ姿が目撃されていた。
金田一はしばらく考えて、現場の血をどう鑑定したか、人間の血を猫の血でカムフラージュしている可能性を想定したかと確認する。金田一は山陽寺の裏の落ち葉溜めに最近引っくり返した跡があるので、もう1人殺されているのではないかと考えていた。
落ち葉溜めの中からは阿津子の死体が発見された。上着の上から刺殺されていて、スカートが持ち去られていた。このことから、犯人は女で、ハマコの上着と阿津子のスカートを利用して立ち去る阿津子を演じたと想像された。それからまもなく喜美子が遺書を何も残さずに服毒自殺し、事件はわからないことが数多く残される結果となった。
上条の告白によると、シベリアに抑留されていた昭和25年ごろ、妻の冴子が当時の猫館の所有者・古谷の秘密パーティに参加していた。古谷が頓死したため秘密が守られた形になったが、古谷は会員のいかがわしいポーズを撮影してユスリの種に使おうとしていたらしい。それをハマコが偶然に発見し、冴子はゆすられたあげく自殺したらしい。
古谷が頓死したとき喜美子は18歳で、やはり秘密パーティに参加していてハマコにゆすられていた可能性がある。阿津子の死体を運んだのは、喜美子を不憫に思った糟谷がかばおうとしたからではないかと思われた。しかし、自殺した喜美子の部屋の火鉢からは焼き捨てられた写真の灰がうずたかく積もっており、自分が脅迫者になるつもりだったと考えられた。

## 登場人物
金田一耕助（きんだいち こうすけ）
私立探偵。
賀川波満子（かがわ はまこ）
ドクトル・ハマコを名乗る占い師。3年ほど前から「猫館」と呼ばれる古館に住んでいた。
糟谷天民（かすや てんみん）
「猫館」の大家。近くにある山陽寺の住職で、山陽幼稚園の園長でもある。
松崎喜美子（まつざき きみこ）
山陽幼稚園の保母。糟谷の妻が引き取って育てた戦災孤児。数えで27歳。小造りでポチャっとした美人。
佐藤阿津子（さとう あつこ）
ハマコの内弟子。
辻本咲子（つじもと さきこ）
ハマコの婆や。
佐伯幸造（さえき こうぞう）
ハマコが「猫館」を借りたときの身元引受人。保守党の領袖。前年12月に死去。
上条恒樹（かみじょう つねき）
画家。「猫館」の裏の崖の上にある赤い屋根のアトリエに住んでいる。
上条冴子（かみじょう さえこ）
恒樹の妻。ノイローゼに悩んでいてハマコの信者だったが、前年の秋に睡眠薬の飲みすぎで死去。
古谷磯吉（ふるや いそきち）
「猫館」の前所有者で写真家。上野あたりから連れてきた家出娘のいかがわしい写真を撮ったりして何度か摘発されたことがある。戦後は紳士淑女を集めて桃色クラブを開いたりしていた。9年前に秘密パーティの最中に死亡。
等々力（とどろき）
警視庁警部。
遠藤（えんどう）
等々力の部下の刑事。警視庁を訪ねてきた金田一を現場へ連れて行った。
日比野（ひびの）
警部補。所轄の谷中署の捜査主任。
浜中（はまなか）
谷中署の刑事。
一柳（ひとやなぎ）
谷中署の古狸の刑事。最近は病気でひきこもりがち。古谷の事件をよく知っている。

## 解説
短編ということで謎解きの要素は少なく、また終盤に急展開を見せる。これらは本作に限らず、シリーズの他の短編にもしばしば見られる傾向である。